# Tursunbek Czyngyszew
Tursunbek Czyngyszewicz Czyngyszew (kirg. Турсунбек Чынгышевич Чынгышев; ur. 15 października 1942 w Tosz-Bulak) – kirgiski polityk, działacz komunistyczny, premier Kirgistanu od 1992 do 1993 roku.

## Życiorys
W 1963 ukończył technikum. Ukończył studia ekonomiczne w Kigistanie, pracował przy budowie dróg, służył także w wojsku. Później rozpoczął karierę w strukturach partii komunistycznej, dochodząc do stanowisk pierwszego sekretarza partyjnego w Karaköl (1969–1980) i szefa rady miejskiej w Tokmoku (1989–1991). Zasiadał w Komitecie Centralnym Kirgiskiej Partii Komunistycznej, gdzie kierował działem ekonomicznym. W 1990 został wybrany do parlamentu. W 1991 powołany przez Michaiła Gorbaczowa do Komitetu Operacyjnego Zarządzania Sowiecką Ekonomią, na czele którego stanął Iwan Siłajew. Jednakże ten organ został zlikwidowany w grudniu 1991. Od 1991 do 1992 był sekretarzem stanu Rady Ministrów.
W 1992 został powołany na premiera po tym, jak w wypadku samochodowym zginął pierwszy szef rządu niepodległego Kirgistanu Nasirdin Isanow. Prezydent Askar Akajew (jego bliski stronnik polityczny) odwołał go z funkcji premiera po tym, jak został oskarżony o korupcję w związku przyznaniem koncesji na złoto kanadyjskiej firmie Cameco i zostało przegłosowane wotum nieufności jego rządu. Pracował później na kierowniczych stanowiskach w sektorze energetycznym i bankowym.
Jest żonaty, ma dwoje dzieci.